# (10878) Moriyama
(10878) Moriyama ist ein Asteroid des Hauptgürtels, der am 3. November 1996 vom japanischen Astronomen Yasukazu Ikari an der Sternwarte Moriyama (IAU-Code 900) in der Stadt Moriyama in der japanischen Präfektur Shiga entdeckt wurde.
Der Asteroid wurde nach der am Ostufer des Biwa-Sees gelegenen Stadt Moriyama benannt, in der auch das für die Entdeckung benutzte Observatorium beheimatet ist.